# Ayşe Vatansever
Ayşe Vatansever (ur. 3 listopada 1997) – turecka zapaśniczka walcząca w stylu wolnym. Zajęła osiemnaste miejsce na mistrzostwach świata w 2017. Srebrna medalistka mistrzostw śródziemnomorskich w 2015. Trzecia na ME kadetów w 2012 i 2014 roku.